# 神谷斉子
神谷 斉子（かみたに さいこ、1980年5月12日 - ）は、元富山テレビ放送契約アナウンサー。血液型AB型。
富山県出身。立命館大学産業社会学部卒業。在学中には関西テレビ報道局でアルバイトの経験がある。NHK京都放送局契約キャスターを経て、2005年4月より富山テレビ放送に移籍。2006年3月31日をもって結婚のため退職した。

## 過去の担当番組
- Youドキッ!たいむ（レポーター）
- ニュース610 京いちにち（レポーター）